# Koson (Kachkadaria)
Pour les articles homonymes, voir Koson.
Koson (en ouzbek : Koson) est une ville de la province de Kachkadaria, en Ouzbékistan.
Sa population s'élevait à 40 655 habitants en 1989.

## Histoire
La population permanente a commencé à résider à Koson après le déclin de l'ancienne ville d'Yerkurgan en Sogdiane. La ville abrite un château datant des 4e et 5e siècles, entouré de remparts défensifs. Avant l'invasion mongole, ces remparts défensifs ont été réparés à trois reprises. Selon les archéologues, la plupart des structures historiques restantes datent des 15e et 16e siècles. La ville prospérait grâce aux caravanes de commerçants qui traversaient la région. En 1640, une rébellion dirigée par Bobo Mirak a éclaté.
Le gouverneur de Samarkand, Khodjamkulibi, s'est appuyé sur la tribu sino-kipchak pour capturer Koson et piller la région de Nasaf, ce qui a permis à Anushahan d'envahir le khanat de Boukhara. Le nom de la province de Sogdiane, connue sous le nom de « Xenippa » dans les sources anciennes, pourrait être une forme altérée du terme Koson. La ville est mentionnée sur des pièces de cuivre datant du 4e au 6e siècle après AD portant l'inscription « Grand Roi de Koson ». Koson a obtenu le statut de ville en 1972.

## Emplacement
La ville est située à 30 kilomètres du centre administratif de la région de Karchi, la ville de Karchi. Elle est également proche d'une autoroute qui relie Tachkent et Douchanbé.

## Industrie
Pendant l'époque soviétique, à Koson, deux usines de coton, une usine de porcelaine, une briqueterie, une brasserie et une huilerie ont été établies.